# Locomotive No. 1
La Locomotive No. 1 est une locomotive à vapeur qui a tiré le premier train de voyageurs en Nouvelle-Galles du Sud, en Australie. Elle a été construite par Robert Stephenson and Company en Angleterre. En 1846, le Sydney Railway Company  a été formé dans le but de construire une ligne de chemin de fer entre Sydney et Parramatta. La no 1 était l'une des quatre locomotives de cette série arrivées par mer du constructeur en janvier 1855. Le premier train de voyageurs transporté par la no 1 était un service spécial de la gare de Sydney au viaduc de Long Cove (près du site actuel de Lewisham) le 24 mai 1855, anniversaire de la reine Victoria.
Une idée fausse courante est que la locomotive no 1 a tracté le premier train lors de l'inauguration du premier chemin de fer de Nouvelle-Galles du Sud, le 26 septembre 1855. En fait, la no 1 avait besoin d'entretien ce jour-là n'était pas operationnelle. Sa locomotive sœur identique no 3 a fait fonctionner le premier train de voyageurs en provenance de Sydney à 9h00 et cela a été suivi par le train officiel à 12h00 tiré par la no 2, conduite par William Sixsmith et le chauffeur William Webster .

## Conception technique
La locomotive no 1 est la seule locomotive conçue par James McConnell à avoir été préservée . McConnell était le surintendant des locomotives de la division sud du London and North Western Railway aux ateliers ferroviaires de Wolverton et l'ingénieur-conseil de la Sydney Railway Company au moment de la commande du matériel de chemin de fer.
La conception de la locomotive no 1 était une modification du type 0-6-0 « Wolverton Express Goods » introduit sur le LNWR en 1854 où l'essieu accouplé arrière est remplacé par un essieu porteur. James McConnell a nommé William Scott pour superviser la construction des premiers engins à l’usine de Stephenson de Newcastle qui se rendit ensuite à Sydney pour organiser leur érection .

## Service opérationnel
La locomotive no 1 est arrivée par bateau le 13 janvier 1855 et a été transportée dans un hangar temporaire sur le site des ateliers ferroviaires d'Eveleigh .  L'ingénieur de locomotive William Scott a supervisé l'assemblage et la locomotive a commencé son travail le 15 mai 1855 avec des trains de ballast pour la construction ferroviaire .  
La no 1 était utilisée pour transporter des marchandises et des passagers entre Sydney, Campbelltown, Richmond et Penrith, et à mesure que de nouvelles locomotives arrivaient, elle était confinée aux services de marchandises vers Picton et Penrith . La locomotive était initialement alimentée par du bois local et modifiée plus tard pour permettre la combustion du charbon.
Le premier accident impliquant la locomotive no 1 fut un déraillement le 10 juillet 1858. Deux personnes furent tuées lorsqu'une voiture de passagers quitta les rails et versa sur le remblai près de Homebush .  Le 6 janvier 1868, un homme a été tué lorsque la locomotive no 1 est entrée en collision avec un train de voyageurs à la gare de Newtown .  
La locomotive a mis fin à son service le 15 mai 1877 après avoir parcouru 251 930 km .

## Préservation
Le Musée des arts appliqués et des sciences, plus tard le Powerhouse Museum, a approché le commissaire des chemins de fer pour que la locomotive lui soit confiée. Après avoir été reconstruite et repeinte, elle est présentée au Musée le 8 mai 1884 et installée dans une annexe de la Halle Agricole du Musée. En 1893, elle a été déplacée dans une annexe spéciale construite sur le site de la rue Harris du Musée. La locomotive no 1 a été sortie du musée et exposée lors du Cinquantenaire des chemins de fer de Nouvelle Galles du Sud en 1905, ainsi pour la Grande exposition industrielle et modèle du NSW Government Railway and Tramway Institute en 1917, lors du sesquicentenaire de la colonisation européenne en 1938 et enfin lors du centenaire des chemins de fer NSW en 1955 
À la suite d'un vaste programme de restauration, la locomotive figurait dans le nouveau bâtiment du Powerhouse Museum ouvert en 1988. Cette reconstruction a réfuté les spéculations selon lesquelles la locomotive était en ré&alité la no 2 car la majorité des pièces étaient estampillées du numéro de série de l’usine Stephenson 958. Un petit nombre d'autres pièces ont été échangés entre les locomotives selon les pratiques de réparation normales 